# PSA ETG
La BMP puis ETG pour Efficient Tronic Gearbox est une boîte de vitesses robotisée du groupe PSA.

## Boite BMP
La boîte de vitesses mécanique robotisée à simple embrayage BMP apparue pour la première fois, au sein de la gamme Peugeot, sur la 308 en 2008. Elle permet à tout moment, choisir entre deux modes de conduite, séquentiel ou automatisé :
- En mode séquentiel, le conducteur dispose de la totale maîtrise de la sélection des vitesses, via le levier de vitesse ou les deux palettes situées derrière le volant, tout en profitant de la suppression de la pédale d’embrayage ;
- Avec le mode automatique, le conducteur fait le choix d’une conduite où les changements de vitesses sont gérés électroniquement en fonction du comportement du conducteur, de la charge du véhicule, du type de parcours, ou encore des conditions d'adhérence.

L'objectif initial est d'optimiser l'agrément de conduite et la consommation de carburant du véhicule. Le calculateur doit empêcher les situations de surrégime ou de sous-régime pour proposer un comportement économique. D'après le constructeur, sur 3008, cette gestion optimisée permet, en cycle mixte, un gain de consommation de plus de 5 % par rapport à la boîte de vitesses manuelle à six rapports. Même lorsque ce mode automatique est actif, le conducteur peut reprendre la main en actionnant l’une des palettes du volant.
La BMP6 bénéficie d’un typage « Sport » activable via la touche « S » située sur la grille du levier de vitesses. Dès lors, le calculateur utilise les lois de passages les plus rapides, notamment en sélectionnant les vitesses à des régimes moteur plus élevés qu’en mode normal. Cette transmission ne bénéficie toutefois que d'un seul embrayage, contre deux sur le système DSG de Volkswagen (s-tronic chez Audi).

## Boite ETG
Il s'agit d'une mise à jour de la boite BMP faite en 2013, elle est désormais proposée en cinq ou six rapports.